# 刘语熙
刘语熙（1986年9月27日—），中国大陆主持人。其于2012年参加江苏卫视主持人选拔节目《脱颖而出之“星秀女主持”》，并因此进入主持圈。之后，其因在中国中央电视台解说篮球及足球赛事时的着装问题引发关注及争议。

## 经历

### 早年
1986年9月27日，刘语熙出生于中国四川省宜宾市。7岁时，其成为所在小学的小主持人，并由此以成为主持人为梦想。其大学时期就读于西南大学音乐学院，并在大一时参加中国中央电视台《挑战主持人》节目；2006年9月，其公费留学韩国东亚大学一年。2007-2011年间，其先后在重庆广播电视集团、旅游卫视、吉林电视台、甘肃省广播电影电视总台等电视机构主持节目。
2012年，其参加江苏省广播电视总台举办的《脱颖而出之“星秀女主持”》选拔活动，并入围全国20强，最终获得该赛事全国亚军及“最具潜力娱乐女主持人奖”。同年7月18日，其主持江苏卫视的新节目推介会。8月22日，与同为《脱颖而出》选手的金鑫参与江苏卫视益智节目《非常了得》。31日，以嘉宾主持身份主持江苏省广播电视总台影视频道《中华老堂会》节目。2013年初，主持了江苏卫视的春节联欢晚会。

### 央视体育时期
2013年2月，刘语熙加入中国中央电视台体育频道，主持《NBA最前线》，并因此被球迷形容为央视史上“最美篮球女主播”。2014年5月15日，其参演了山东卫视文化综艺节目《中国面孔》。6月，主持央视体育频道2014年国际足协世界杯特备节目《我爱世界杯》，并参与该届世界杯的解说工作。10月20日，以水亦诗的助演者身份参与浙江卫视真人秀节目《我不是明星》。23日，与明道、白客共同以常驻嘉宾身份参演的浙江卫视真人秀节目《这就是生活》启播。同月，发布自传《我，遇见我》。
2015年1月25日，其担任真人秀节目《天生星主播》总决赛阶段的评委。2月24日，与李静共同主持的美妆节目《我要你最美》启播。4月12日，担任陈盆滨“挑战100·一执跑”计划第十一日赛程的陪跑嘉宾。6至7月，参加“Halo Run”贵人鸟发光跑湖北各站的活动。7月1日，参加电影《一球定乾坤》发布会。25日，以“主播闺蜜团”身份参与伊一著作《奔跑吧，伊一》发布会。9月，以代班主持身份在湖南卫视《天天向上》节目采访帕维尔·内德维德，使其成为该节目的首位女主持人。同月，参与录制东方卫视冒险类真人秀《跟着贝尔去冒险》，该节目则在该年10月16日启播。11月下旬，与段暄共同主持2015年《英雄联盟》“德玛西亚杯”总决赛。12月1日，出席广东卫视《安全总动员》节目素人粉丝招募发布会。3日，于新浪微博宣布不再主持《NBA最前线》。

### 离开央视后
2016年1月24日，其参演了任玩娱乐制作的手游竞技节目《不服来战》。3月16日，其正式加入乐视体育，并出任后者的分支机构乐视体育经纪的合伙人。26日，与其父亲共同作为常驻嘉宾出演的山东卫视家庭真人秀节目《家游，好儿女》启播。4月13日，与何炅共同主持“乐视生态共享之夜”。5月29日，参与山东卫视游戏节目《拜托拿稳》。2016年欧洲足球锦标赛期间，与谢小仟共同主持乐视体育专项节目《熙游记·女神欧洲杯》。9月19日，与李响、李好及李艾共同主持江苏卫视“919乐迷狂欢夜”。11月17日，出席第三届搜狐视频出品人大会。
2017年4月7日，刘语熙开始进行环球旅行，共持续180日。12月17日，其以嘉宾身份参演安徽卫视慢综艺节目《蜜食记2》。2018年3月26日，出演浙江卫视生活观察节目《女人有话说》。6月，与段暄主持优酷2018年国际足协世界杯专项节目《这！就是世界波》。8月18日，于雅加达参与2018年亚洲运动会圣火传递仪式。2019年1月24日，参演安徽卫视慢综艺节目《蜜食记4》。5月28日，出席2019年5·28中国宝宝日倡议活动暨《小骑手！冲啊》首播仪式，随后出任该节目的“大管家”。8月9日，其与黄健翔共同主持的慢综艺节目《熙游记》于安徽卫视启播。9月，于南京参加新浪体育第四届5X5足金联赛的现场解说工作。随后，其参与了爱欧易于2019年“双十一”之前举办的直播推销活动。
2020年1月17日，刘语熙与马滢共同主持的文化节目《家宴》开始于安徽卫视播映。4月，其参与了抖音举办的“停赛不停播”直播活动；同月，参与了首钢体育与《中国青年报》合作的访谈节目《北京篮球·致青春》的采访工作。9月23日，其与姚琛、曹世界、许健豪共同参演的真人秀节目《潜能者2》上线播放。

## 感情生活
目前单身

## 作品及演艺记录

### 主持及常驻节目
| 制作公司         | 节目名称                                            | 参考及备注                 |
| ---------------- | --------------------------------------------------- | -------------------------- |
| 重庆广播电视集团 | 《人人游重庆》                                      | [ 4 ]                      |
| 吉林电视台       | 《天天女人帮》                                      | [ 4 ]                      |
| 中国中央电视台   | 《冠军中国》《NBA最前线》《豪门盛宴》《我爱世界杯》 | [ 4 ] [ 11 ] [ 13 ] [ 57 ] |
| 浙江广播电视集团 | 《这就是生活》                                      | [ 16 ]                     |
| 腾讯             | 《灌篮高手》《潜能者2》                             | [ 58 ] [ 56 ]              |
| 云南广播电视台   | 《我要你最美1》                                     | [ 20 ]                     |
| 湖南广播电视台   | 《天天向上》                                        | 短暂代班                   |
| 上海广播电视台   | 《跟着贝尔去冒险》                                  | [ 28 ]                     |
| 山东广播电视台   | 《家游，好儿女》                                    | [ 35 ]                     |
| 乐视体育         | 《熙游记·女神欧洲杯》                               | [ 39 ]                     |
| 合一集团         | 《这！就是世界波》                                  | [ 46 ]                     |
| 爱奇艺           | 《小骑手！冲啊》                                    | [ 59 ]                     |
| 安徽广播电视台   | 《熙游记》《家宴》                                  | [ 50 ] [ 53 ]              |

### 其他参演节目
| 播放时间       | 节目名称            | 播放平台         | 参考及备注 |
| -------------- | ------------------- | ---------------- | ---------- |
| 2012年8月22日  | 《非常了得》        | 江苏卫视         | [ 9 ]      |
| 2012年8月31日  | 《中华老堂会》      | 江苏影视频道     | [ 10 ]     |
| 2014年5月15日  | 《中国面孔》        | 山东卫视         | [ 12 ]     |
| 2014年10月20日 | 《我不是明星4》     | 浙江卫视         | [ 15 ]     |
| 2014年11月14日 | 《谢天谢地你来啦2》 | CCTV-1           | [ 60 ]     |
| 2016年1月24日  | 《不服来战1》       | 腾讯视频、爱奇艺 | [ 33 ]     |
| 2016年5月29日  | 《拜托拿稳》        | 山东卫视         | [ 37 ]     |
| 2017年12月17日 | 《蜜食记2》         | 安徽卫视         | [ 44 ]     |
| 2018年3月26日  | 《女人有话说》      | 浙江卫视         | [ 45 ]     |
| 2019年1月24日  | 《蜜食记4》         | 安徽卫视         | [ 48 ]     |
| 2020年4月      | 《北京篮球·致青春》 | 新浪微博等       | [ 55 ]     |

### 著书
| 发行时间   | 书名                   | 书号                   | 出版者             | 备注                          |
| ---------- | ---------------------- | ---------------------- | ------------------ | ----------------------------- |
| 2014年10月 | 《我，遇见我》         | ISBN 9-787-5352-6993-5 | 湖北科学技术出版社 |                               |
| 2015年11月 | 《最前线——另一种篮球》 | ISBN 9-787-5352-7883-8 | 湖北科学技术出版社 | 与《NBA最前线》其余主持人合著 |

## 轶事
在2012-13年NBA赛季期间，刘语熙“穿哪队球衣，哪队就输球”的情形就已出现，彼时就已有传媒将其形容为“美女魔咒”。而在2014年世界杯期间，刘语熙再次因为上述情形走红，被网民戏称为“乌贼刘”，甚至有传媒将其与贝利及一位姓名不详的英国籍“合影帝”合称为该次世界杯的“三大灾星”。对此，其在该年6月中旬接受《华西都市报》采访时，称其在直播中是根据网民投票结果选择需要穿上的球衣，并指自己已暂时放弃在直播中穿着球衣的做法。至于“乌贼刘”绰号本身，其表示“并不在意”，甚至委托他人进行了保护性商标申请。此外，在2014年世界杯小组赛D组意大利对阵乌拉圭比赛结束后，刘语熙因意大利队输掉比赛而在演播室内当场掩面痛哭，引发了较大关注；此举甚至让其搭档邵圣懿感到意外。
而在2018年世界杯开始前，其曾公开表示不会再从事赛事预测工作。实际上，其虽然未延续穿球队队服主持相关电视节目的做法，但仍然透过在新浪微博发文的形式预测比赛，惟其仍然未能正确预测其提及的任何一场比赛的结果。2018年6月26日，刘语熙与中国歌手苏醒会面，接到后者送其尼日利亚国家队球衣。因为苏醒是一名阿根廷球迷。最后，阿根廷2-1尼日利亚。。

## 争议
2014年世界杯结束后，有网民宣称其找到了刘语熙曾使用过的微博账号，并指其事实上已经结婚，改过姓名，且有整容嫌疑。对此，刘语熙在多个场合否认了有关指控。